# Astroloba corrugata
Astroloba corrugata là một loài thực vật có hoa trong họ Măng tây. Loài này được N.L.Mey. & Gideon F.Sm. mô tả khoa học đầu tiên năm 1998.

## Hình ảnh

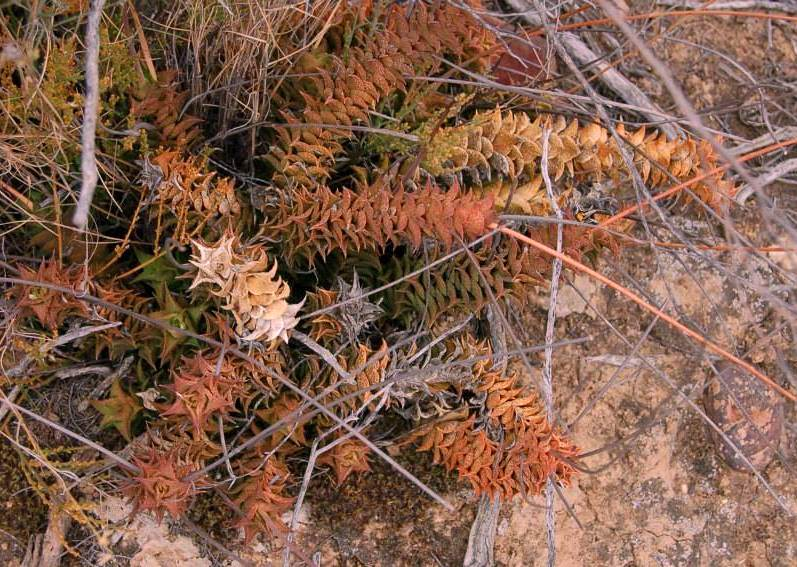